# Россбах, Арвед
Макс Арвед Россбах (нем. Max Arwed Roßbach, также часто Rossbach, 1844—1902) — немецкий архитектор эпохи историзма из Лейпцига.
Арвед Россбах получил профессиональное образование в дрезденской Академии искусств, и был вдохновлён торжественно-монументальной архитектурой Готфрида Земпера. Проработав первое время в Берлине, в 1871 году Россбах поселился в Лейпциге, где при его непосредственном участии был возведён целый ряд знаковых общественных сооружений.
Король Альберт наградил Арведа Россбаха почётным титулом советника по строительству (нем. Baurat) в 1891 году; Лейпцигский университет присудил ему звание почётного доктора в 1897 году.
К важнейшим постройкам Арведа Россбаха относятся:
- в Лейпциге
  - здание университетской библиотеки Альбертина (1887—1891)
  - клубный дом Общества Гармония на площади Россплац (1887; утрачен во Второй мировой войне)
  - так называемый Красный колледж на улице Риттер-штрассе (1891—1892)
  - перестройка Августинума — главного здания Лейпцигского университета и неоготический фасад университетской церкви на площади Аугустусплац (1891—1897; снесены в 1968 году)
  - так называемый Дом Россбаха напротив университетской библиотеки (1892)
  - здание университетской Женской клиники на Штефан-штрассе 11 (1892)
  - здание Лейпцигского банка на Ринг-штрассе (1898—1901)
  - проект Фаворской церкви в районе Кляйнчохер (1901—1904)
- в других городах
  - здание городского театра в Плауэне (1889—1899)
  - здание Нового королевского публичного суда на площади Заксенплац в Дрездене (1890—1892)
  - так называемый Народный дом в Йене (1898—1902)

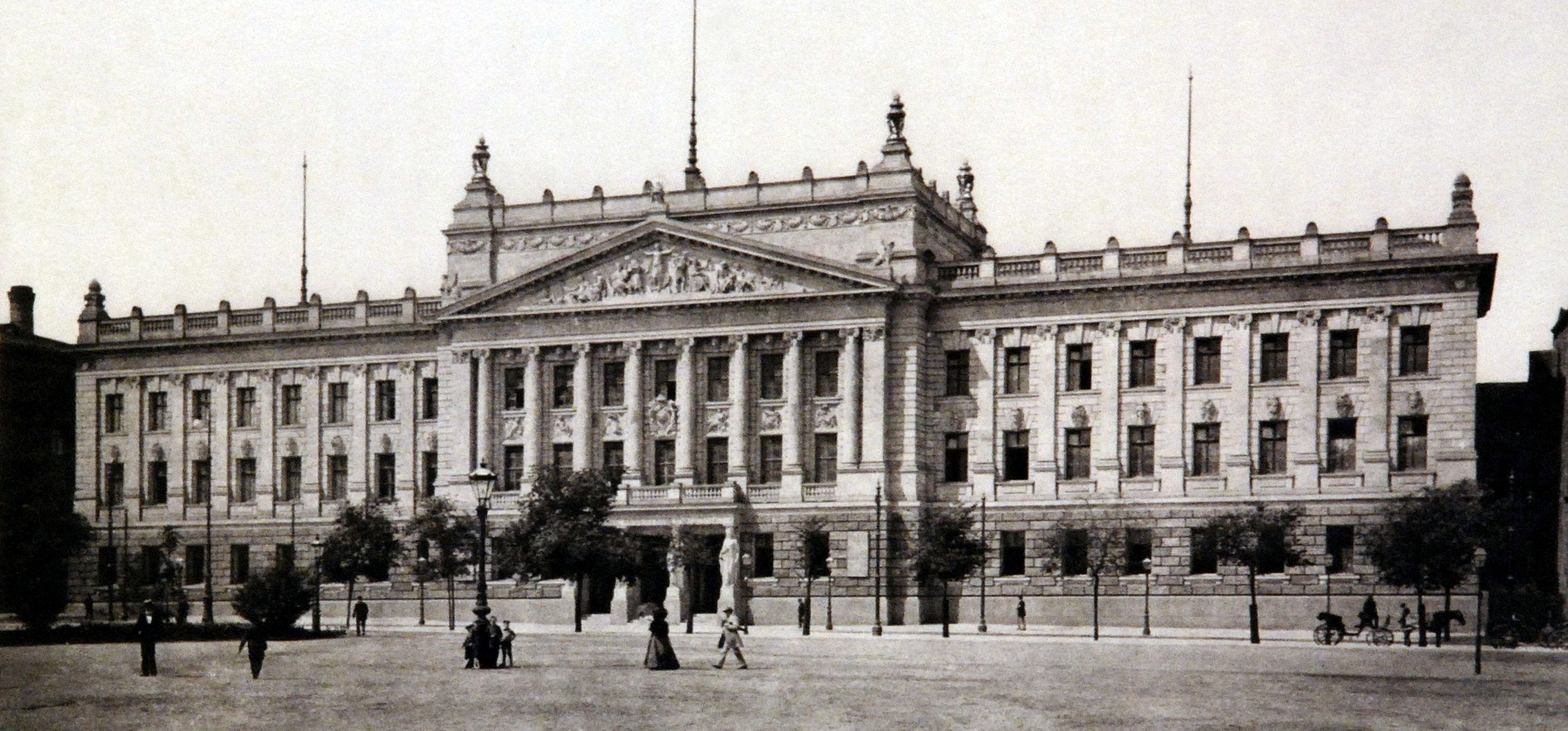
Главное здание Лейпцигского университета
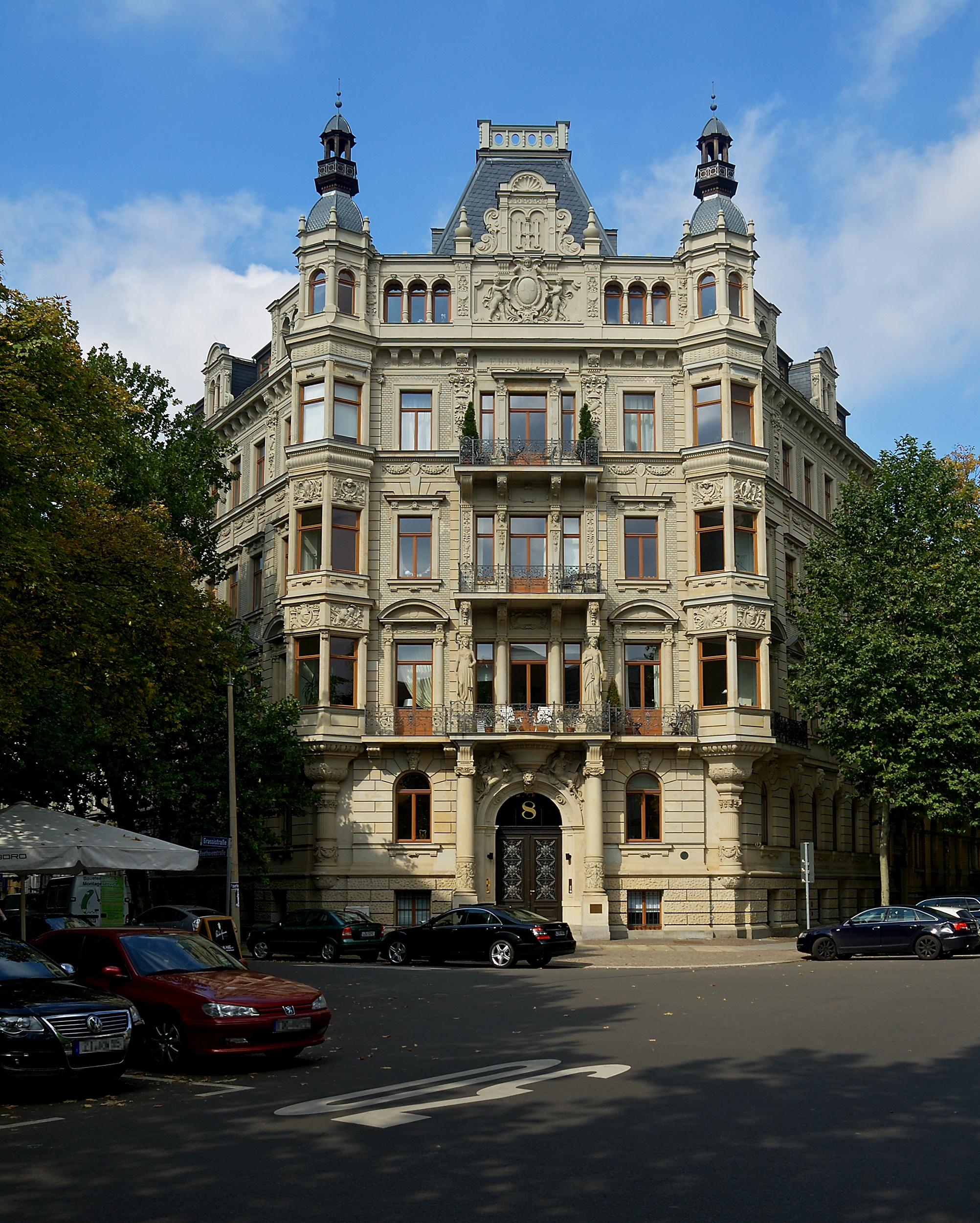
"Дом Россбаха" в Лейпциге
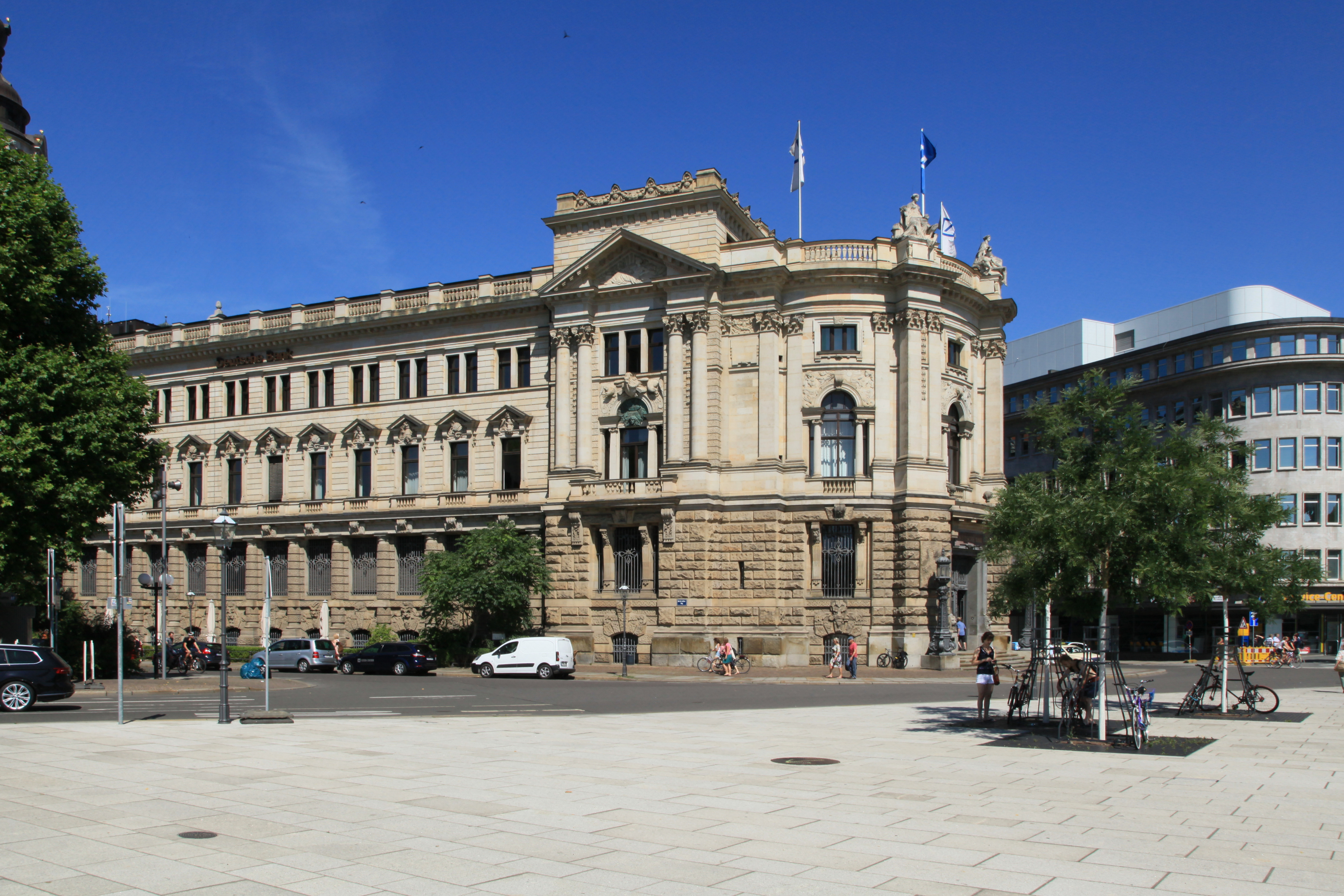
Бывшее здание Лейпцигского банка
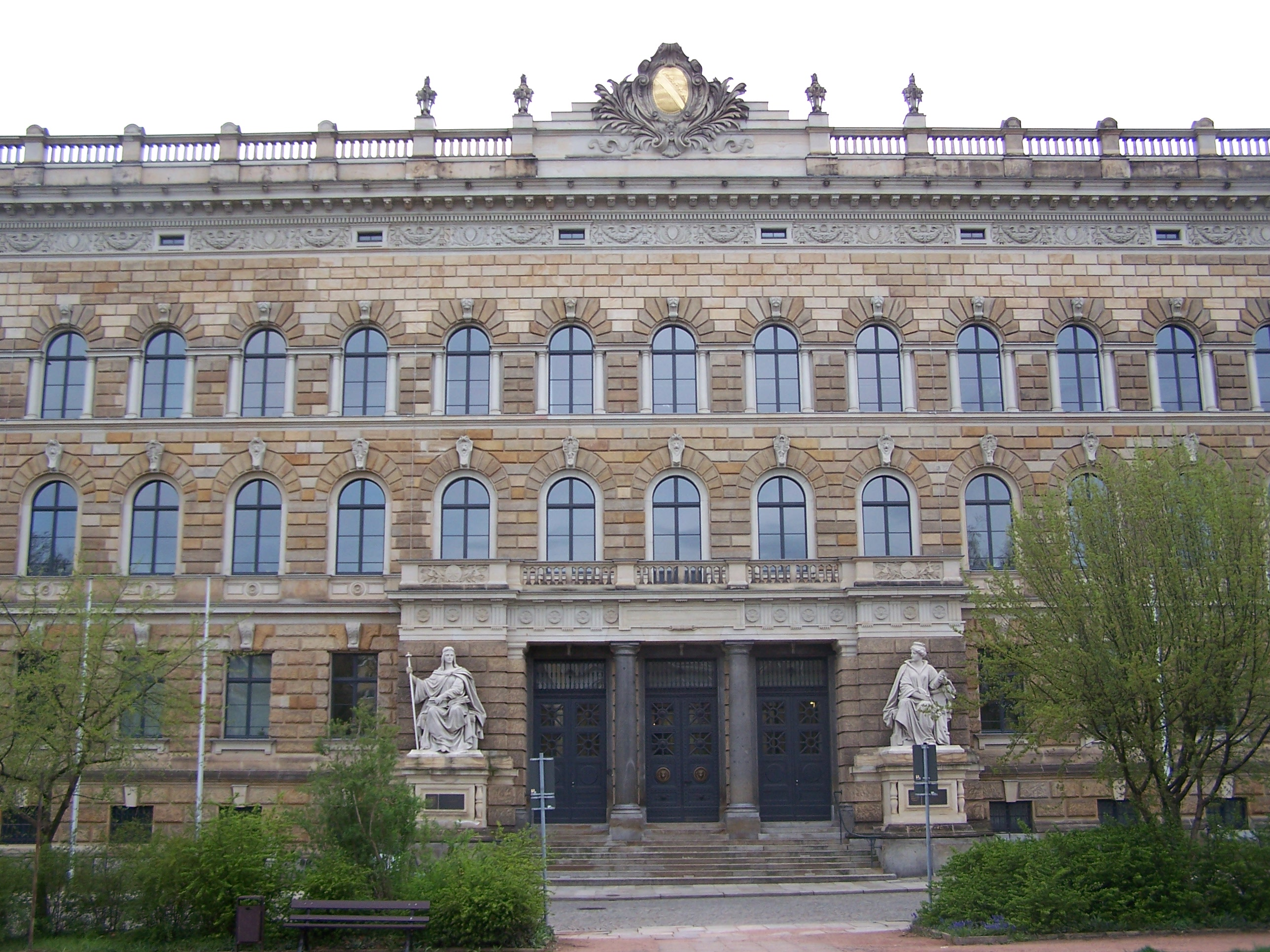
Здание суда в Дрездене
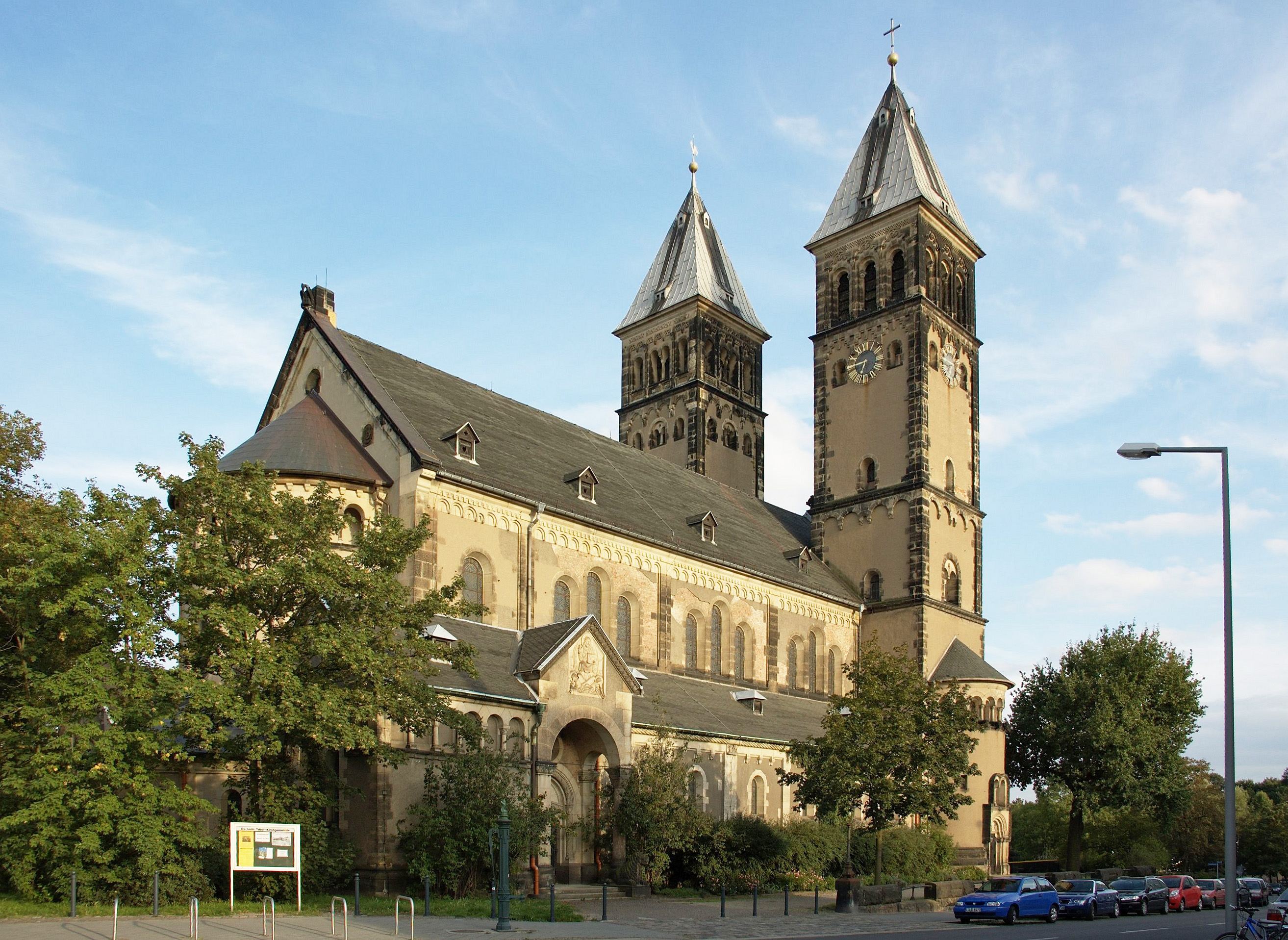
Фаворская церковь в Лейпциге
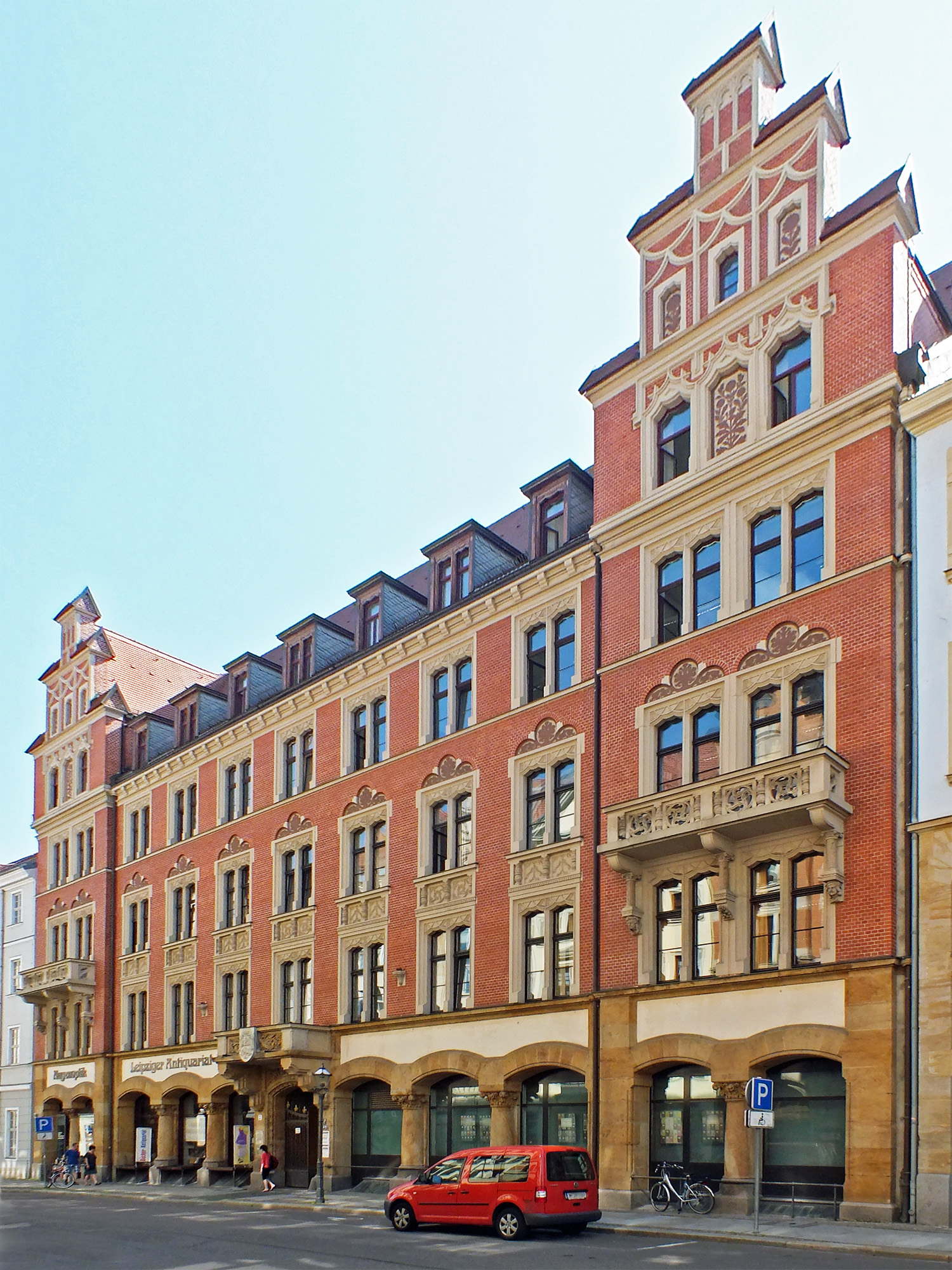
"Красный колледж", Лейпциг
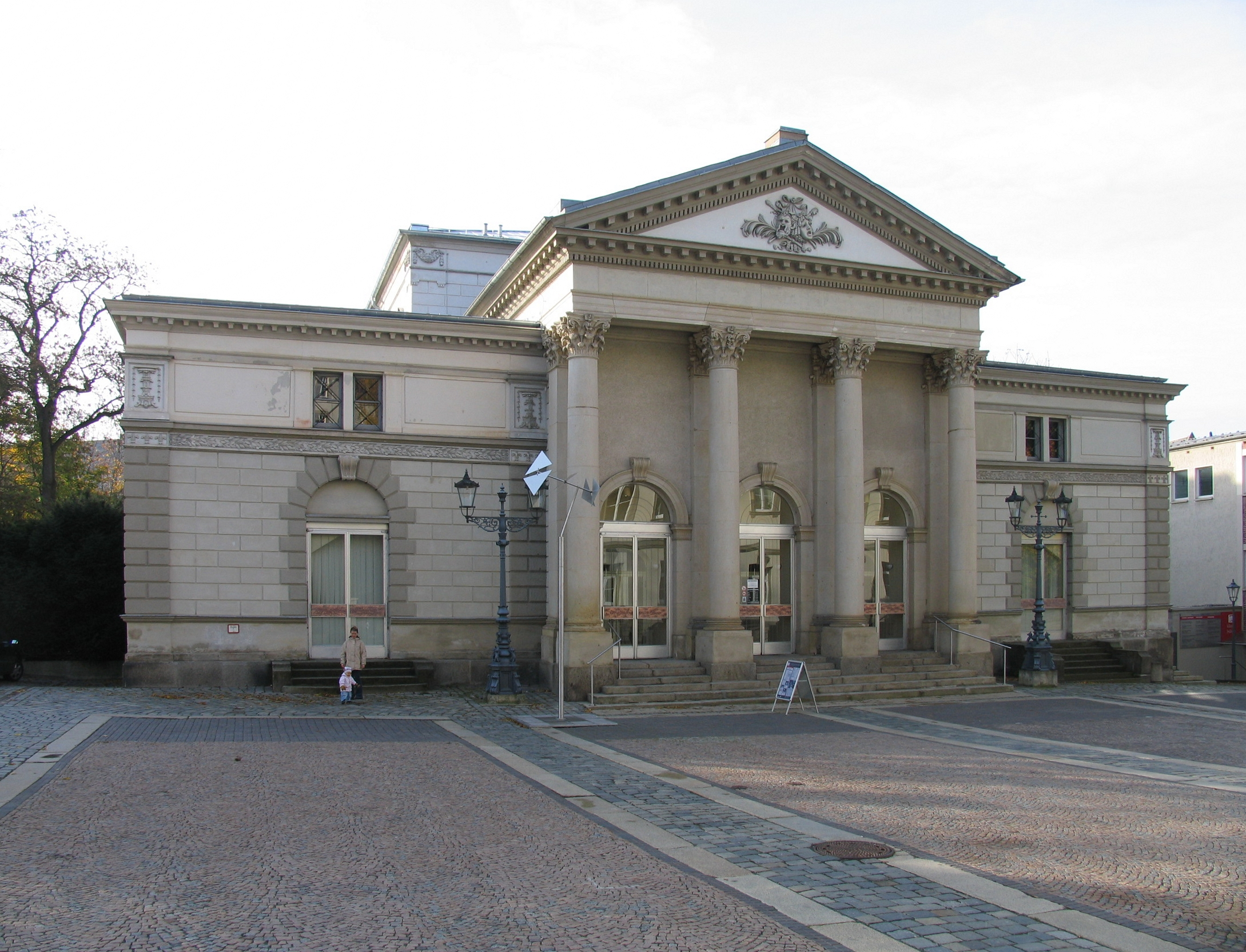
Здание театра в Плауэне